# Adolf von Donndorf

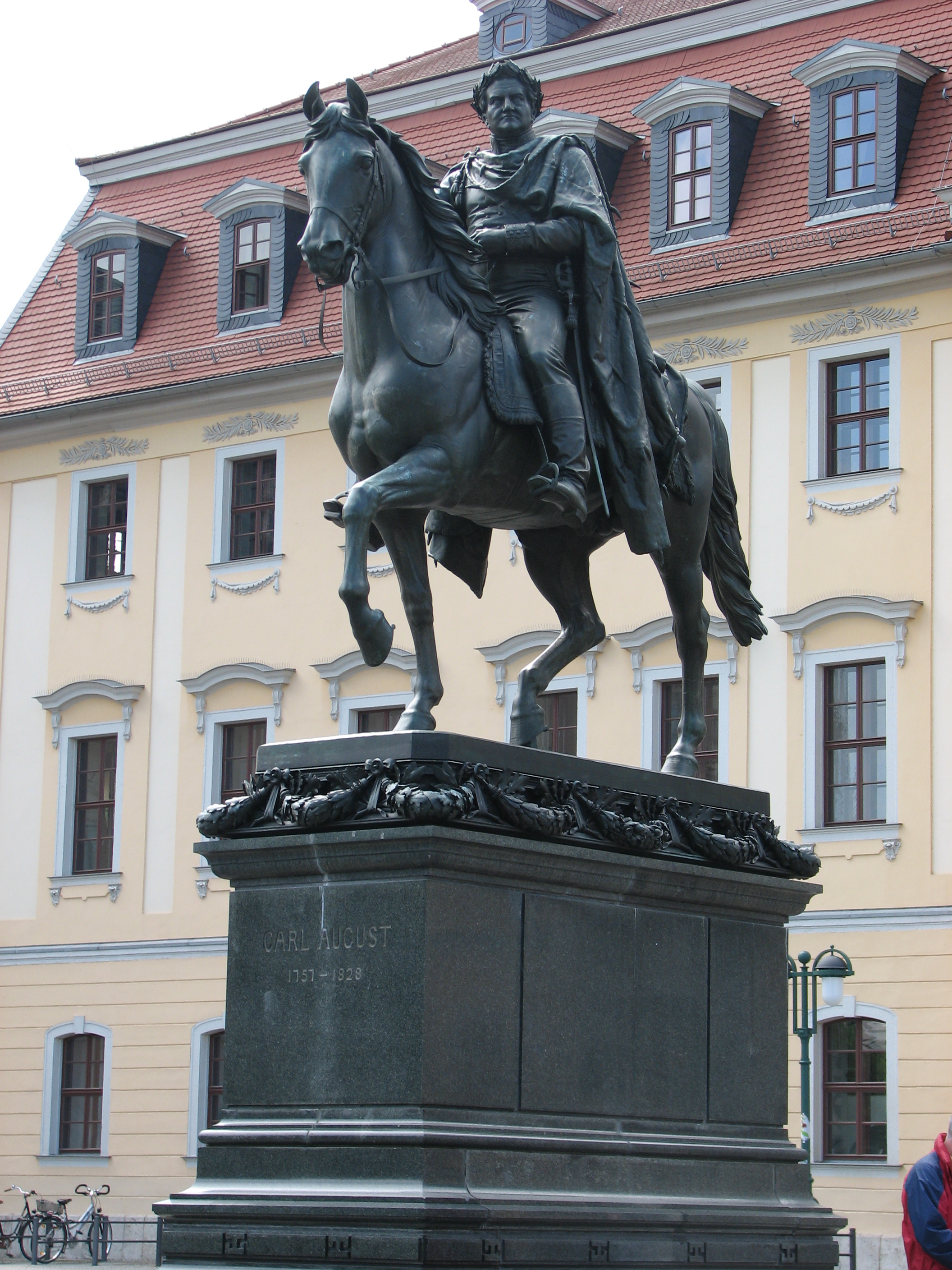

Adolf von Donndorf (16 de fevereiro de 1835 - 20 de dezembro de 1916) foi um escultor alemão.